# Гранжа (Транкозу)
Гранжа (порт. Granja) — район (фрегезия) в Португалии, входит в округ Гуарда. Является составной частью муниципалитета Транкозу. По старому административному делению входил в провинцию Бейра-Алта. Входит в экономико-статистический субрегион Бейра-Интериор-Норте, который входит в Центральный регион. Население составляет 223 человека на 2001 год. Занимает площадь 9,26 км².
Покровителем района считается Иоанн Креститель (порт. S. João Baptista).